# جيمس غراهام (سياسي أيرلندي)
جيمس غراهام (بالإنجليزية: James Graham)‏ هو سياسي أيرلندي، ولد في 5 فبراير 1819 في جمهورية أيرلندا، وتوفي في 31 يوليو 1898 في أستراليا. انتخب عضو المجلس التشريعي الفيكتوري.